# 時代大道 (高雄市)

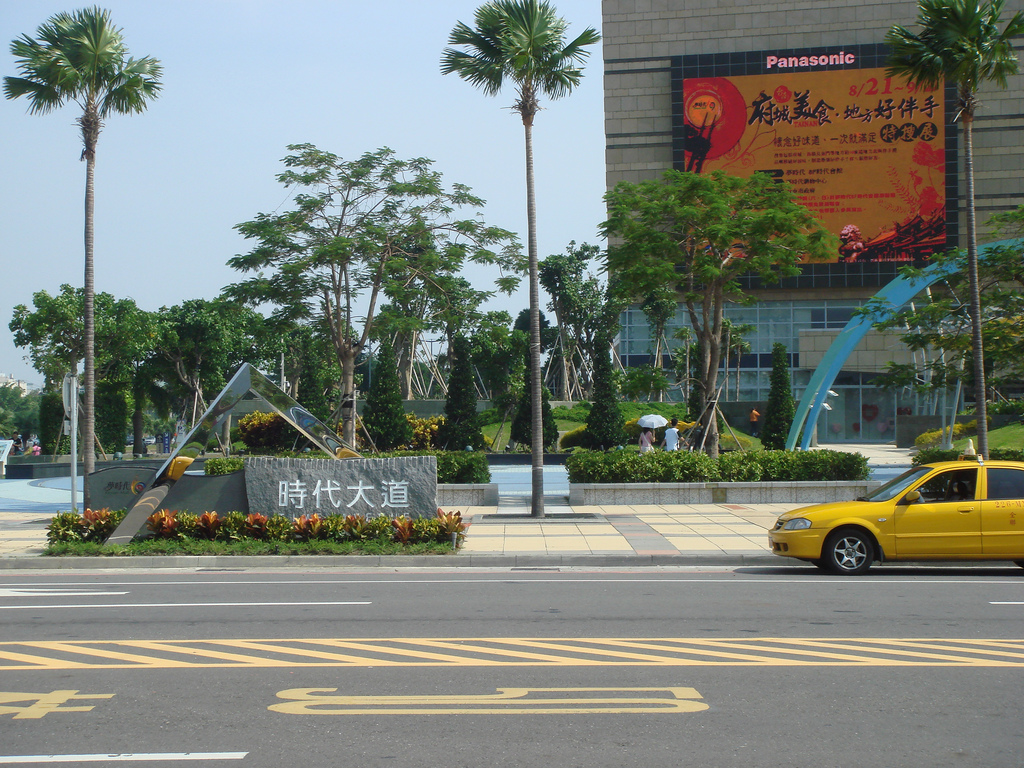
時代大道，右後方是夢時代。

時代大道（Shihdai Blvd.；Time Avenue）為高雄市的一般道路，位於統一夢時代購物中心正前方，是夢時代自行開拓的道路，四線道加約三線道寬的人行道，兩旁還有停車場。起端為中山三路，原本終點於成功二路，於民國109年3月23日向西延長至新闢道路「綠園道七」路口（延長段位於高雄多功能經貿園區83期重劃區與90期重劃區之間）。

## 行經行政區域
- 前鎮區

## 沿線設施
- 統一夢時代購物中心
- 統一時代百貨
  - 夢時代站（高雄捷運環狀輕軌）
- 時代大道鐵馬步道
- 西臨港線自行車道
- 高雄多功能經貿園區
- 碳佐麻里時代園區
  - 天鍋麻辣
  - 碳佐麻里時代店
- 中華民國國防部聯勤205兵工廠

## 公共自行車
- 高雄市公共自行車租賃系統：
  - 時代大道中華路口(西北側)：時代大道與中華五路口(西北側人行道)
  - 夢時代購物中心：成功二路/時代大道(東北角)
  - 時代大道時代南二路口：時代大道/時代南二路(東南側)
  - 中山時代大道口(西北角)：中山三路/時代大道口(西北角)

## 跨年晚會
自2008年開始於時代大道舉辦高雄市跨年晚會，由高雄市政府主辦，邀請眾多藝人與市民一起倒數跨年，更有獨特的夢時代輪狀煙火並搭配聲光效果共同迎接新年的到來。
- 2008年跨2009年主題：大港OPEN＊高雄飛犇
- 2009年跨2010年主題：虎運OPEN＊大港開福
- 2010年跨2011年主題：高県市作伙＊百年好合
- 2011年跨2012年主題：英雄誕生＊夢想新時代
- 2012年跨2013年主題：Wow高雄＊2013不思議港都跨年夜
- 2013年跨2014年主題：Wow高雄＊2014不思議港都跨年夜
- 2014年跨2015年主題：擁抱.希望.家更好*2015高雄市跨年晚會
- 2015年跨2016年主題：愛 Sharing 2016高雄夢時代跨年晚會
- 2016年跨2017年主題：愛 Sharing 2017高雄夢時代跨年晚會
- 2017年跨2018年主題：愛 Sharing 2018高雄夢時代跨年晚會

## OPEN YOUR DREAM 跨年大氣球遊行
亞洲最大，超過30組大型卡通氣球及表演團體踩街活動。
- 3rd 2008年12月27日
- 4th 2009年12月27日
- 5th 2010年12月25日
- 6th 2011年12月4日
- 7th 2012年12月9日
- 8th 2013年12月14日
- 9th 2014年12月
- 10th 2015年12月

## 內部連結
- 高雄市主要道路列表